# Stora Mörtsjön (Järvsö socken, Hälsingland)
Stora Mörtsjön är en sjö i Ljusdals kommun i Hälsingland och ingår i Ljusnans huvudavrinningsområde. Sjön har en area på 0,176 kvadratkilometer och ligger 228,6 meter över havet.

## Delavrinningsområde
Stora Mörtsjön ingår i det delavrinningsområde (684709-152817) som SMHI kallar för Namn saknas. Medelhöjden är 253 meter över havet och ytan är 16,62 kvadratkilometer. Det finns ett avrinningsområde uppströms, och räknas det in blir den ackumulerade arean 21,52 kvadratkilometer. Vattendraget som avvattnar avrinningsområdet har biflödesordning 2, vilket innebär att vattnet flödar genom totalt 2 vattendrag innan det når havet efter 96 kilometer. Avrinningsområdet består mestadels av skog (93 procent). Avrinningsområdet har 0,29 kvadratkilometer vattenytor vilket ger det en sjöprocent på 1,7 procent.